# Schweizerischer Juristenverein
Der Schweizerische Juristenverein (SJV), französisch Société Suisse des Juristes (SSJ), ist die nationale Vereinigung aller im schweizerischen Recht ausgebildeten oder in der Schweiz wirkenden Juristen ungeachtet ihres Tätigkeitsgebietes. Der SJV ist sowohl Mitglied der schweizerischen Wissenschaftsakademie SAGW als auch von der Deutsch-Schweizerischen Juristen-Vereinigung e.V. (DSJV). Aktueller Präsident des Vereins ist Pascal Pichonnaz.

## Zweck
Ein primäres Ziel des Vereins ist es, eine repräsentative Beteiligung der Vertreter der Tätigkeitsbereiche Anwaltschaft, Gericht, Beratung und Verwaltung anzustreben. Der SJV setzt sich dafür ein, das schweizerische Recht im Kontext aktueller Gegebenheiten und dem Recht anderer Länder zu pflegen und weiterzuentwickeln. Sowohl die Institutionen der Rechtspraxis als auch der Rechtswissenschaft in der Schweiz sind dem Verein ein Anliegen. Ausserdem wird die Verbreitung der Kenntnis des eidgenössischen Rechts, die juristische Weiterbildung seiner Mitglieder sowie freundschaftliche Beziehungen zwischen schweizerischen Juristen angestrebt. Dies soll insbesondere durch die jährliche Durchführung des Schweizerischen Juristentags realisiert werden. Die statutarische Zwecksetzung des Vereins hat sich über seine geschichtliche Entwicklung hinweg deutlich verändert.

## Geschichte

### Gründung
Die Gründung des Schweizerischen Juristenvereins (7. Juli 1861) hängt eng mit der Gründung des Schweizerischen Bundesstaates (1848) zusammen. Durch sie wurde die Notwendigkeit geschaffen, sich als modernes, souveränes Staatswesen (auch juristisch) zu etablieren. Der junge föderalistische Staat war stark zerrissen, insbesondere die Zuständigkeiten von Bund und Kantonen mussten dringend geklärt werden. Diese Rahmenbedingung war die Voraussetzung für ein gesamtschweizerisches Zusammenwirken von Juristen. Formuliert wurde die Idee zur Vereinigung von der Juristischen Gesellschaft des Kantons Luzern. Diese initiierte im Sommer 1861 in Form einer Mitgliederversammlung die Gründung der «Juristischen Gesellschaft der Schweiz», aus der der SJV hervorging. Massgeblich beteiligt an der Gründung waren insbesondere Niklaus Rietschi, Johann Amberg sowie der spätere Gründungspräsident Philipp Willi.

### Aktivitäten 1861–1914
Die Gründungsjahre des Vereins waren massgeblich von starken Uneinigkeiten geprägt. Insbesondere eine Petition für einen Gesetzesentwurf zum Obligationsrecht, die mit knapper Mehrheit angenommen wurde, übte eine massive Belastungsprobe auf den Verein und sein Publikationsorgan, der Zeitschrift für Schweizerisches Recht, aus. Auch die Frage, inwiefern sich der Verein auf die Qualitätssicherung der kantonalen Rechte oder auf die Vereinheitlichung auf Bundesebene konzentrieren soll, war von grosser Uneinigkeit gekennzeichnet. Ab 1880 begann sich der Juristenverein, mit Themen der Zivilrechtsform zu beschäftigen, und betraute Eugen Huber 1884 mit der Aufgabe, eine Übersicht der kantonalen Gesetzesgegebenheiten zu verfassen, um daraus wiederum Vereinheitlichungen im Privatrecht vornehmen zu können. Als Huber 1892 vom Bundesrat den Auftrag erhielt, einen Vorentwurf für das Schweizerische Zivilgesetzbuch (ZGB) zu entwerfen, beschloss der Verein eine aktive Mitwirkung bei der Revidierung und Einverleibung des Obligationsrechts in das ZGB. Die Mitwirkungen des SJV am ZGB gelten bis heute zu den wichtigsten des Vereins.

### Zwischenkriegszeit und Zweiter Weltkrieg
Nach starken Einschränkungen der Vereinsaktivitäten und Ausfällen der Juristentage aufgrund des Ersten Weltkrieges nahm der Verein seine Tätigkeiten in den Zwanzigerjahren wieder auf. Nachdem man sich in den Jahren 1920 bis 1925 vor allem im Themenfeld des Gesellschaftsrechts betätigte, fanden ab 1925 auch vermehrt wieder Themen des Privat- und Strafrechts Gehör. Als gesetzgeberisch einflussreich gelten die Diskussionen und Verhandlungen des Juristentags im Jahr 1926 in Schwyz. Anträge von Referenten zum Gesellschaftsrecht wurden dabei nachweislich von der beratenden Expertenkommission aufgenommen. Auch die Vereins-Resolution (1935) zur Reformnotwendigkeit des Bürgerschaftsrechts soll die Initiatorin für die Revision des Bürgerschaftsrechts im Jahr 1941 gewesen sein. In den Jahren des Zweiten Weltkrieges wurde (damals noch im Rahmen des Privatrechts) in besonderem Masse das Notrecht behandelt.

### Nachkriegszeit bis heute
Anstelle der grossen Kodifikationen (Obligationsrecht, ZGB, StGB) traten in der Nachkriegszeit zunehmend Themen des Staats- und Verwaltungsrechts in den Fokus der Diskurse der Juristentage. Zivilrechtlich befasste man sich 1954 und 1957 unter anderem mit dem Ehegüterrecht. Einen Konsens erreichte man zu diesem Thema nicht.
Am 7. bis 9. September 2005 betätigte sich der SJV als Mitveranstalter im Rahmen des 3. Europäischen Juristentags in Genf. Der Schweizerische Juristenverein unterhält heute viele bilaterale und multilaterale Beziehungen. Seit 1999 wird der Verein zum Beispiel in der Deutsch-Schweizerischen Juristen-Vereinigung (DSJV) repräsentativ vertreten.

## Stiftung
Die Rechtsquellenstiftung (gegründet am 4. September 1894) wurde vom SJV unter Andreas Heusler initiiert, um Schweizerische Rechtsquellen aus allen Sprachteilen der Schweiz zu sammeln. Das Forschungsunternehmen editiert Quellen alten Rechts bis 1798 in der Sammlung Schweizerischer Rechtsquellen (SSRQ).